# Смречани
Смречани (слч. Smrečany) насељено је мјесто са административним статусом сеоске општине (слч. obec) у округу Липтовски Микулаш, у Жилинском крају, Словачка Република.

## Становништво
| Година:    | 1994. | 2004.   | 2014.   | 2024.    |
| ---------- | ----- | ------- | ------- | -------- |
| Број људи: | 612   | 621     | 623     | 704      |
| Разлика:   |       | +1,47 % | +0,32 % | +13,00 % |

| Година:    | 2023. | 2024.   |
| ---------- | ----- | ------- |
| Број људи: | 701   | 704     |
| Разлика:   |       | +0,42 % |

Према подацима о броју становника из 2011. године насеље је имало 624 становника.